# ابو بصیر اسدی
ابوبصیر یحیی بن ابی القاسم اسحاق اسدی (وفات ۱۵۰ هجری قمری) از اصحاب محمد باقر و جعفر صادق و راویان حدیث بود. وی از اهالی کوفه و از قبیله بنی اسد بود. به آن جهت که نابینا بود ابوبصیر نامیده می‌شد. در اواخر سده نخست و نیمه اول سده دوم هجری می‌زیست.
نام ابوبصیر در شمار شش تن از اصحاب باقر و صادق است که بسیاری از علمای شیعه احادیثی را که هر یک از آنان نقل کرده‌اند صحیح می‌دانند. برخی ابوبصیر مرادی را به جای ابوبصیر اسدی یکی از آن شش نفر می‌دانند. تعداد زیادی از روایات دینی و فقهی در کتب حدیثی امامیه که از جعفر صادق از طریق ابوبصیر نقل شده‌است، میزان ارتباط آنها را نشان می‌دهد. شیخ طوسی او را نیز از اصحاب موسی کاظم برشمرده است. ابوبصیر اسدی علاوه بر روایت از ائمه، احادیثی را که از برخی راویان امامیه مانند ابوحمزه ثمالی و صالح (عمران) بن میثم نیز نقل کرده‌است.

## نام و نسب
نام او اسحاق و کنیه اش ابومحمد بوده‌است. او را ابوبصیر می‌نامیدند، شاید به این دلیل که نابینا بوده‌است. کنیه پدرش قاسم یا ابوالقاسم بوده‌است. او را اسدی می‌نامیدند به این دلیل که در قبیله بنی اسد متولد شد. شیخ طوسی در رجال خود او را از اهل کوفه به‌شمار می‌آورد.

## درمان معجزه آسا
در نوشته‌های اولیه شیعی، ابوبصیر به گونه‌ای به تصویر کشیده شده‌است که ظاهراً از محمد باقر درمان خاصی دریافت داشته‌است. گفته می‌شود که باقر در ملاقاتی که با ابوبصیر داشته‌است از قدرت معنوی خود در درمان نابینایی ابوبصیر استفاده کرده‌است.
در روایت مشابهی نقل می‌شود که ابوبصیر از باقر پرسیده‌است آیا پیامبر علم همه پیامبران پیشین را به ارث برده‌است و آیا امامان علم پیامبر را به ارث برده‌اند؟ هنگامی که باقر به هر دو سؤال پاسخ مثبت می‌دهد، ابوبصیر می‌خواهد بداند که آیا امامان می‌توانند نابینایان را بینا کنند، مرده را زنده کنند و جذامی را شفا دهند؟ امام تصریح می‌کند که می‌توانند. سپس به ابوبصیر می‌گوید نزدیک شودو به چشم‌ها و صورتش دست می‌کشد؛ ابوبصیر خورشید، آسمان، زمین و اطراف خود را می‌بیند. باقر به او یک انتخاب می‌دهد: او می‌تواند همان‌طور که هست باقی بماند (یعنی بینا). اما در آن صورت، در روز قیامت باید با قضاوت نهایی روبرو شود؛ یا می‌تواند به حالت نابینایی برگردد و از ورود به بهشت مطمئن باشد. ابوبصیر مورد دوم را ترجیح می‌دهد. باقر دوباره به چشمانش دست می‌کشد و ابوبصیر دوباره نابینا می‌شود.

## موضع او نسبت به فرقه‌های منشعب شده از شیعه
ابوبصیر اسدی یکی از قطب‌های رهبری فکری جامعه امامیه کوفه به‌شمار می‌رفت، روایات متعددی وجود دارد که نشان می‌دهد ابوبصیر (ظاهراً اسدی) در صحنه‌های مبارزه فکری با گروه‌های مخالف مانند مختاریه و زیدیه حضور داشته‌است. در سال ۱۴۸ هجری قمری پس از وفات جعفر صادق، پسر بزرگش معروف به عبدالله افطح، ادعای امامت کرد و پیروانش که فطحیه نامیده می‌شدند با گروهی از شیعیان که قائل به امامت موسی کاظم بودند، مخالفت کردند. وقوع این بحران مصادف با سال‌های پایانی عمر ابوبصیر اسدی بود. مواضع ابوبصیر در برابر فطحیان، او را در میان پیروان کاظم به عنوان چهره محبوبی معرفی کرد. چنان‌که در روایات آنها، ابوبصیر از گروهی از اصحاب جعفر صادق به حساب می‌آید که از ابتدا به عبدالله پشت کردند و به موسی کاظم روی آوردند. در منابع مختلف از به واسطه علی بن ابی حمزه اطلاعاتی نقل شده‌است که ابوبصیر (اسدی) اندکی پس از مرگ صادق، در حالی که عبدالله افتح زنده بود، برای ادای حج به حجاز رفت و با کاظم ملاقات کرد و و وفاداری خود را به او اعلام کرد. در روایاتی که پیروان کاظم از ابوبصیر نقل کرده‌اند، ابوبصیر به مبانی عقیدتی فطحیه دربارهٔ امامت حمله کرده‌است. علی بن ابی حمزه و فرزندش حسن نیز که پیرو مذهب واقفیه بودند، بسیار بیشتر از سایر اصحاب ائمه از احادیث ابوبصیر در آثار خود استفاده کرده‌اند. به علاوه در منابع واقفیان برای اثبات عقاید مذهب واقفی روایاتی از ابوبصیر (اسدی) نقل شده‌است. برخی ابوبصیر یحیی بن ابی القاسم اسدی را همان ی یحیی بن قاسم حذّاءِ واقفی دانسته‌اند و بر این اساس حکم به واقفی بودن ابوبصیر اسدی داده‌اند. به نوشته پاکتچی با توجه به فوت وی در سال ۱۵۰ هجری قمری و آغاز انشعاب واقفیه در سال ۱۸۳ هجری قمری، واقفی بودن وی منتفی است.

## آثار
ظاهراً ابوبصیر حدیثی معروف به حدیث لوح را نقل کرده که در آن اعتقاد به دوازده امام به تفصیل بیان شده‌است. علاوه بر روایات پراکنده در کتب حدیثی امامیه، آنچه به عنوان آثار ابوبصیر اسدی ذکر شده، دو عنوان است: کتاب «مناسک الحج» به روایت علی بن ابی حمزه و حسین بن علاء و کتاب «یوم و لیله» به روایت علی بن ابی حمزه. ابن بابویه نیز از مجموعه روایات فقهی خود به نقل علی بن ابی حمزه در کتاب من لا یحضره الفقیه استفاده کرده‌است. همچنین مجموعه ای از حدود ۲۰ حدیث به نام علل در زمینه زمینه‌های شریعت به روایت حسین بن یزید نوفلی از علی بن ابی حمزه به‌طور پراکنده در «علل الشرایع» ابن بابویه به کار رفته‌است. علاوه بر این، ابن بابویه در الخصال خود مجموعه ای از روایات ابوبصیر و محمد بن مسلم را از «کتاب حدیث اربعمأة» نقل کرده‌است. علاوه بر آنچه ذکر شد، نوشته‌ای از ابوبصیر در مورد احوال ائمه نخستین به روایت محمد بن سنان که در برخی از آثار قدیمی امامیه و دیگران نقل شده‌است، وجود دارد.

## شاگردان
در میان کسانی که از ابوبصیر حدیث آموختند، نام اشخاصی چون اابان بن عثمان احمر، عاصم بن حمید حناط، حسین بن ابی‌العلاء و عبدالله بن حماد انصاری ذکر شده‌است. او شاگردان بسیار نزدیکی نیز داشت، مانند علی بن ابی حمزهٔ بطائدی، عبدالله بن وضاح و شعیب عقرقوفی، خواهرزادهٔ ابوبصیر اسدی.